# La Fayette (Schiff)
Die La Fayette war ein leichter Flugzeugträger und wurde als sechstes Schiff der US-amerikanischen Independence-Klasse, die durch Umbauten von vorhandenen Kreuzerrümpfen der Cleveland-Klasse entstand, gebaut. Unter dem Namen Langley versah es seinen Dienst in der United States Navy auf dem pazifischen Kriegsschauplatz des Zweiten Weltkrieges und wurde nach Kriegsende der Reserveflotte überstellt. Von 1951 bis 1963 diente sie dann als La Fayette in der französischen Marine und nahm am Indochina- und Algerienkrieg sowie an der Sueskrise teil.

## Technik
Mehr zur Technik findet sich im Artikel zur Klasse unter Independence-Klasse
Die Langley war circa 190 Meter lang und über 33 Meter breit und hatte mit einer Einsatzverdrängung von 13.000 ts einen Tiefgang von knapp acht Meter. Ihr Schiffsrumpf basierte auf den der Cleveland-Klasse-Kreuzer und musste aufgrund der massiveren Aufbauten verbreitert werden, wodurch man hoffte, die Topplastigkeit erheblich zu vermindern. Trotz aller konstruktiven Maßnahmen konnte diese nie völlig kompensiert werden.
Obwohl sie als Independence-Klasse-Träger nur ein wenig größer als die Geleitflugzeugträger war, unterschied sie sich hauptsächlich durch ihren starken Antrieb von diesen, wodurch ihr Einsatzspektrum dem der großen Flottenflugzeugträger glich. Die von den Kreuzern übernommene 100.000 hp (75 MW) starke Maschinenanlage trieb vier Propeller an und brachte das Schiff auf eine Höchstgeschwindigkeit von 31,6 Knoten (59 km/h).
Das zur damaligen Zeit übliche rechteckförmige Flugdeck war circa 174 Meter lang und 22,3 Meter breit und hatte zwei Decksaufzüge sowie ein Katapult. Die Insel musste aus Stabilitätsgründen klein gehalten werden, weshalb auf einen einzelnen, integrierten Schornstein verzichtet und stattdessen vier kleinere separat angebracht wurden. So beherbergte dieser markante Aufbau lediglich die Kommandobrücke, während sich die Operationszentrale unterhalb des Flugdecks befand. Das Bordgeschwader bestand während ihrer aktiven Dienstzeit hauptsächlich aus zwei Dutzend F6F Hellcat-Jagdflugzeugen und aus neun Torpedobombern vom Typ Grumman Avenger.
Im Laufe des Krieges wurden die Langwellen-Radare SK und SC-2 sowie das SG-Mikrowellen-Radar auf dem Schiff installiert. Montiert auf der Insel und auf einem zusätzlichen Mast zwischen zwei der Schornsteine, ermöglichten diese Geräte Frühwarnungen auf bis zu 180 km Entfernung. Die Defensivbewaffnung der Langley bestand aus 40-mm-L/60- und 20-mm-L/70-Flugabwehrgeschützen, deren Anzahl während des Krieges ständig variierte. Im Jahr 1944 wurden die an Rumpf und Heck installierte 40-mm-Vierlingsflak mit der Feuerleitanlage Mk 51 nachgerüstet, die anfliegende Flugzeuge bis auf über 3,5 km Entfernung anvisieren und somit effektiver bekämpfen konnte.
Im Dienst der französischen Marine bestand die Luftgruppe neben Avengers hauptsächlich aus Chance Vought Corsair-Jagdbombern. Neben moderneren Versionen der besagten US-Radarsysteme wurde die Langley später mit dem französischen DRBV 22 nachgerüstet.

## Dienstzeit in der US-Marine

### Bau und Indienststellung
Ursprünglich wurde das Schiff als Leichter Kreuzer USS Fargo (CL-85) in Auftrag gegeben. Nach dem japanischen Überfall auf Pearl Harbor und dem dadurch folgenden Eintritt der Vereinigten Staaten in den Zweiten Weltkrieg bestand ein Mangel an Flugzeugträgern in der US-Marine. Dadurch wurde im Januar 1942 ein schon vor dem Krieg ausgearbeiteter Plan in die Tat umgesetzt, nach dem vorhandene Kreuzerrümpfe zu Flugzeugträgern umgebaut werden sollten. Am 18. März 1942 wurde der noch nicht im Bau befindliche Rumpf der Fargo für den Umbau zum Flugzeugträger ausgewählt, der am 11. April 1942 bei der New York Shipbuilding Corporation in Camden, US-Bundesstaat New Jersey, auf Kiel gelegt wurde.
Nach Monaten der intensiven Fertigung konnte das Schiff am 22. Mai 1943 durch Mrs. Louise Macy, der Ehefrau von Harry Hopkins, einem engen Vertrauten des damaligen US-Präsidenten Franklin D. Roosevelt, als USS Langley (Registrierungsnummer CVL-27) getauft und vom Stapel gelassen werden. Der ursprünglich vorgesehene Schiffsname USS Crown Point (CV-27) wurde zuvor am 13. November 1942 zu Ehren des US-amerikanischen Astrophysikers und Flugpioniers Samuel Pierpont Langley (1834–1906) geändert. Mit Abschluss der letzten Baumaßnahmen wurde das Schiff zum Philadelphia Naval Shipyard überstellt und dort nach weiteren Umrüstungen am 31. August 1943 als sechster Träger der Independence-Klasse in den aktiven Dienst gestellt.

### Marshall-Inseln

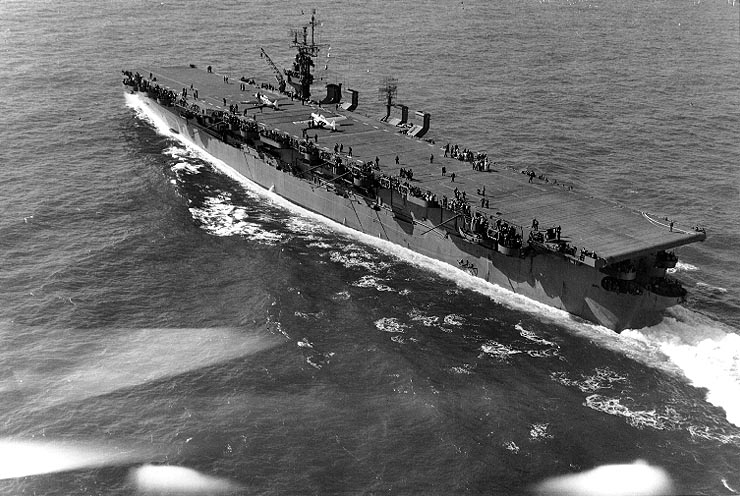
Langley beim Kap Henry vor Virginia, 6. Oktober 1943. Auf dem Flugdeck stehen zwei SNJ-Trainer.

Nach Abschluss der letzten Erprobungs- und Trainingsfahrten in der Karibik verließ die Langley am 6. Dezember 1943 Philadelphia und verlegte via Panamakanal in den Pazifischen Ozean, wo sie am 29. Dezember in Pearl Harbor eintraf. Dort wurde sie Rear Admiral Ginders Task Group 58.4 zugeteilt, der auch ihr Schwesterschiff Princeton (CVL-23), der Flottenträger Saratoga (CV-3), die Kreuzer Baltimore (CA-68), Boston (CA-69) und San Juan (CL-54) sowie acht Zerstörer unterstanden. Der Verband verließ am 19. Januar 1944 Hawaii und griff zwischen dem 29. und 31. Januar die Marshall-Atolle Wotje und Taroa an, um die amphibischen Landungsoperationen auf den Atollen Kwajalein und Majuro zu unterstützen. Anfang Februar flogen ihre Flugzeuge hauptsächlich Aufklärungseinsätze zum Eniwetok-Atoll und zerstörten das japanische Flugfeld auf dessen Insel Engebi während eines dreitägigen Luftschlags. Nach einer kurzen Erholungsphase auf Kwajalein kehrte der Trägerverband wieder nach Eniwetok zurück, um die unter dem Decknamen Operation Catchpole stattfindende Invasion des Atolls erneut vorzubereiten und zu unterstützen. Nach Beendigung dieser Aufgabe nahm TG 58.4 am 8. März Kurs auf die Inselgruppe der Neuen Hebriden, wo sie schließlich fünf Tage später eintraf.
Nach der Auffrischung von Treibstoff, Munition und Proviant auf der Insel Espiritu Santo wurde die Langley der TG 58.3 unter Rear Admiral Joseph Reeves zugeteilt. Der Verband mit den weiteren großen Kriegsschiffen Yorktown (CV-10), Lexington (CV-16), Princeton (CVL-23), Alabama (BB-60), Canberra (CA-70) und San Juan (CL-54) griff Ende März japanische Stützpunkte auf den Karolinen und den Palau-Inseln an. Nach einem Zwischenstopp auf dem vorgeschobenen Marinestützpunkt im Majuro-Atoll lief die neu aufgestellte TG 58.3 (Enterprise (CV-6), Lexington, Langley und Princeton, sowie Vice Admiral Willis Lees aus Schlachtschiffen und Kreuzern bestehende Support Unit) nach Hollandia, Niederländisch-Neuguinea. Dort unterstützte sie zwischen dem 21. und 24. April die im Rahmen der Operation Reckless stattfindende Anlandung US-amerikanischer Truppen unter General Robert Eichelberger. Auf dem Weg zurück nach Pearl Harbor, wo die Langley mit ihrer TG am 11. Mai eintraf, flogen ihre Trägerflugzeuge noch Angriffe auf den japanischen Marine- und Luftwaffenstützpunkt auf dem Truk-Atoll (29. und 30. April). Dabei konnten die Trägerflugzeuge der Langley 35 feindliche Flugzeuge beschädigen und zerstören bei einem Eigenverlust von nur einem Flugzeug.

### Marianen und Palau-Inseln
Für die bevorstehende Invasion der Marianen-Inseln wurde die Langley Rear Admiral William Harrills TG 58.4 zugeteilt, der auch die Essex (CV-9), das Schwesterschiff Cowpens (CVL-25), die Kreuzer Vincennes (CL-64), Houston (CL-81), Miami (CL-89), San Diego (CL-53) und elf Zerstörer angehörten. Am 6. Juni 1944 lichtete die Flotte im Majuro-Atoll ihre Anker und nahm Kurs auf die Marianen-Inseln. TG-58.4-Trägerflugzeuge versenkten am 11. und 12. Juni je 14 im Konvoi fahrende japanische Schiffe, unterstützten die Landungen auf Saipan und attackierten wenige Tage später die Bonin-Inseln Chichijima und Iwojima. Nach der Sichtung einer japanischen Flotte unter Admiral Ozawa, die von Nordwesten auf die Marianen zusteuerte, beorderte der US-Befehlshaber Admiral Spruance seine Flotte von ihren eigentlichen Aufträgen zurück und trat den Japanern in der Seeschlacht in der Philippinensee (19. und 20. Juni) entgegen, welche die Alliierten für sich entscheiden konnten. Die Langley verblieb mit ihrem Verband in der Gegend und flog hauptsächlich Angriffe gegen feindliche Stellungen auf den Inseln Rota, Pagan und Guam, bevor sie am 4. Juli zur Auffrischung von Proviant, Treibstoff und kleineren Reparaturen sowie Überholung nach Eniwetok beordert wurde. Zehn Tage später nahm TG 58.4 wieder Kurs auf die Marianen, wo sie die nächsten Wochen in die Schlachten um Guam und Tinian eingriffen.

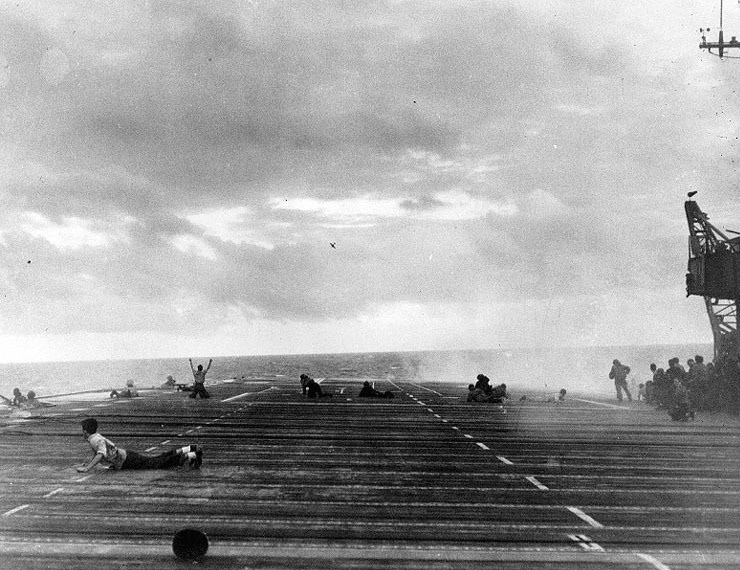
Jubel nach dem Abschuss eines japanischen Kampfflugzeuges vor Formosa, 14. Oktober 1944.

Nach Abschluss der Operation Forager traf der Flottenverband der Langley am 13. August wieder im Eniwetok-Atoll ein und wurde dort Admiral William Halseys Task Force 38 unterstellt. In Rear Admiral Frederick Shermans TG 38.3 mit u. a. den weiteren Kriegsschiffen Lexington (CV-16), Essex (CV-9), Princeton (CVL-23), Alabama (BB-60), Massachusetts (BB-59), Indiana (BB-58), South Dakota (BB-57), Washington (BB-56), Reno (CL-96), Santa Fe (CL-60), Birmingham (CL-62), Mobile (CL-63) sowie 15 weitere Zerstörer, verließ der Kampfverband der Langley gegen Ende August die Marshallinseln. Es folgten vorbereitende Attacken auf dem Palau-Archipel (9. und 10. September) und auf feindliche Flugfelder der Philippinen-Inseln Mindanao und Visayas. Wenige Tage später wendete sich der Flottenverband wieder den Palau-Inseln zu, um die Mitte September begonnenen Landungen auf Peleliu und Angaur zu unterstützen. Danach attackierte der Verband ab dem 20. September Ziele auf Luzon und japanische Schiffe in der Bucht von Manila sowie die ehemaligen US-Army-Flugplätze Nichols Field und Clark Field. Am 6. Oktober verließ der Flottenverband der Langley den erst wenige Wochen zuvor errichteten Flottenstützpunkt im Ulithi-Atoll und attackierte die folgenden Tage strategische Ziele auf den Ryūkyū-Inseln und Formosa (heutiges Taiwan), um die von General Douglas MacArthur versprochene Rückkehr auf die Philippinen abzusichern, die kurz bevorstand.

### Philippinen und Taifun Cobra

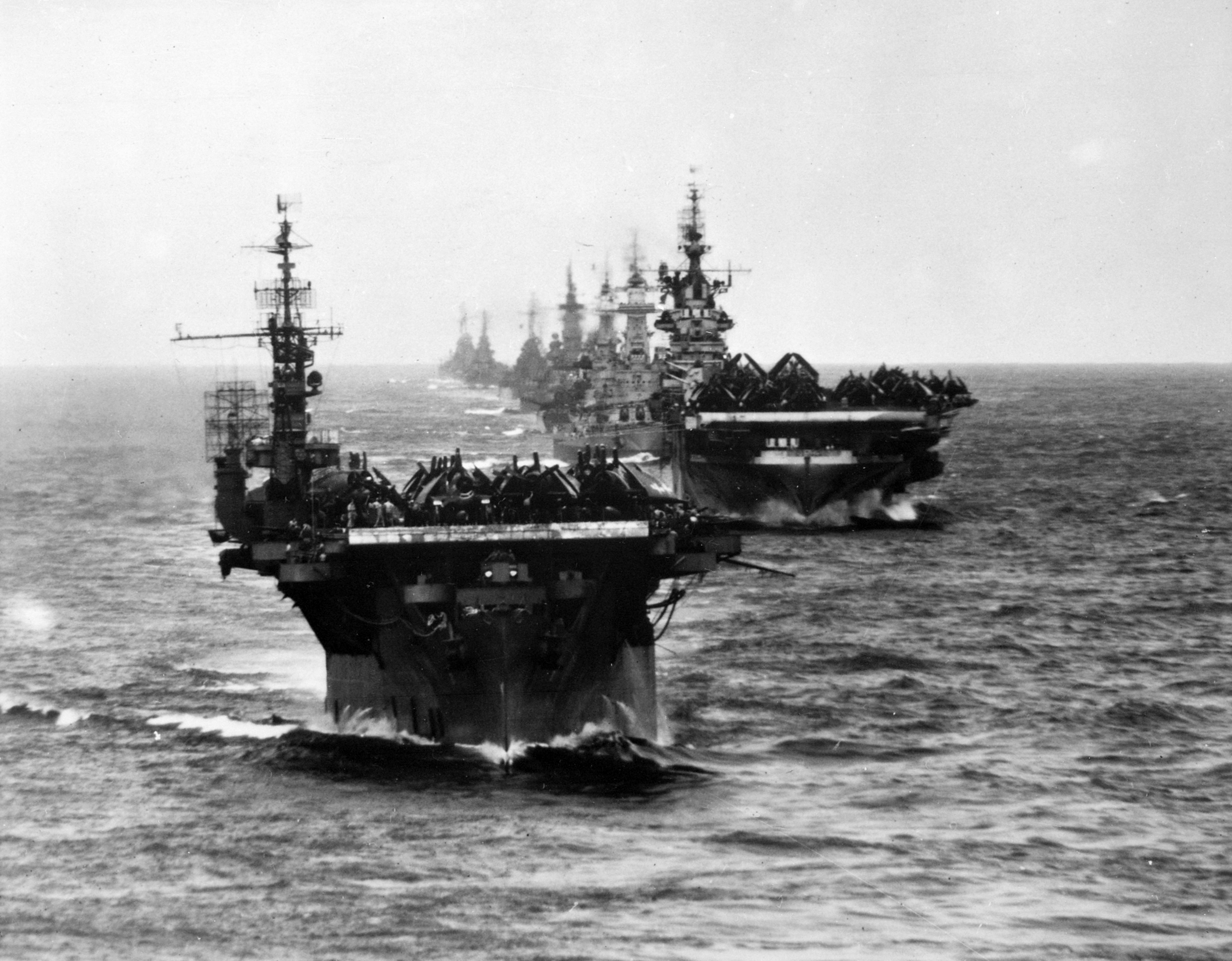
USS Langley als Führungsschiff von USS Ticonderoga (CV-14), USS Washington (BB-56), USS North Carolina (BB-55), USS South Dakota (BB-57), USS Santa Fe (CL-60), USS Biloxi (CL-80), USS Mobile (CL-63) und USS Oakland (CL-95), 2. Dezember 1944.

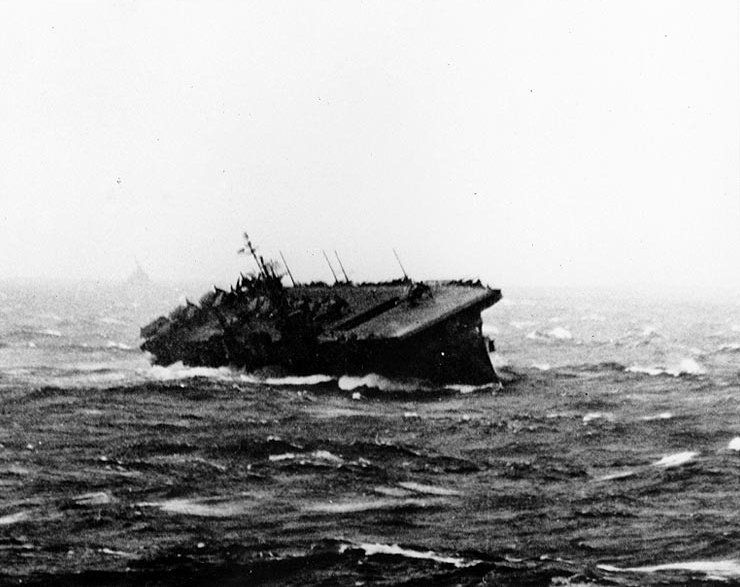
Langley in durch Taifun Cobra aufgepeitschter See, 18. Dezember 1944.

Ab dem 18. Oktober wandte man sich wieder den Philippinen zu und intensivierte die Luftangriffe auf japanische Stellungen im Großraum Manila. Zwei Tage später landete US-Truppen von Lieutenant General Walter Kruegers 6. US-Armee auf der Philippineninsel Leyte, die von den Task Groups 38.1 (Vice Admiral John McCain) und 38.4 (Rear Admiral Ralph E. Davison) überwacht wurden. Währenddessen attackierten TG 38.2 (Rear Admiral Gerald Bogan) und Langleys Flottenverband strategische Stellungen auf den Inseln Cebu, Negros, Panay, Mindoro und Visajan. Am 24. Oktober lag TG 38.3 ca. 60 sm östlich der vor der Hauptinsel Luzon liegenden Polillo-Insel, als ihre Trägerflugzeuge eine in der südlich gelegenen Sibuyan-See fahrende japanische Schlachtschiffflotte unter Admiral Takeo Kurita angriffen. Zeitgleich traf eine Flugbombe eines japanischen Kampfflugzeuges ein Schwesterschiff der Langley, die Princeton, so schwer, dass die dadurch entfachten Brände nicht unter Kontrolle gebracht werden konnten. Die Löscharbeiten wurden durch Detonationen einzelner Munitionsdepots zusätzlich erschwert, sodass die Princeton am späten Nachmittag von den eigenen Zerstörern versenkt werden musste. Am gleichen Tag sichteten landgestützte alliierte Aufklärungsflugzeuge einen vier Flugzeugträger umfassenden japanischen Flottenverband circa 200 sm nördlich von Luzon mit Fahrtrichtung Süd. Admiral Halsey beorderte umgehend alle verfügbaren Schiffe seiner Task Force nach Norden, um die feindliche Flotte abzufangen. In einer mehrstündigen Seeschlacht konnten die US-Trägerflugzeuge am folgenden Tag alle vier japanischen Flugzeugträger versenken. Die Flugzeuge der Langley waren dabei u. a. an der Versenkung der Zuiho und der Zuikaku beteiligt, die somit als letzter von den sechs Träger versenkt werden konnte, die am Überfall auf Pearl Harbor beteiligt waren (→ See- und Luftschlacht im Golf von Leyte).
Die Flotte traf am Monatsende in Ulithi ein, wo sie um den Flugzeugträger Ticonderoga (CV-14) ergänzt wurde. Den ganzen Monat November über attackierten ihre Trägerflugzeuge Hafenanlagen und Flugplätze auf den Philippinen. Am 25. November konnten Kampfflugzeuge der Langley und der Essex den leichten Kreuzer Yasoshima (15° 45′ N, 119° 45′ O), drei Truppentransporter (15° 40′ N, 119° 45′ O) sowie die Frachtschiffe Manei Maru und Kasagisan Maru im Hafen von San Fernando (16° 37′ N, 120° 19′ O) versenken.
Zwischen dem 3. und 11. Dezember 1944 ankerte die Flotte im Ulithi-Atoll und setzte danach ihre Luftangriffe auf Luzon fort. Eine Woche später wurde die gesamte, ca. 500 sm östlich der Philippinen kreuzende Flotte vom Taifun Cobra überrascht. Aufgrund ihrer baulichen Mängel rollte die Langley schwer in der von Orkanböen aufgepeitschten See, erlitt aber im Gegensatz zu ihrem Schwesterschiff Monterey nur geringe Schäden, wobei der Taifun insgesamt 793 US-amerikanische Todesopfer, den Verlust dreier Zerstörer und ca. 150 Flugzeuge forderte.

### Indochina
Es folgten Luftangriffe auf Formosa und Luzon, um die ab 9. Januar im Rahmen von Operation Mike I stattfindende Invasion von Luzon im Golf von Lingayen zu decken. Danach steuerte der Verband das Südchinesische Meer an, um wenige Tage später im Rahmen der Operation Gratitude japanische Schiffe und Flugplätze im besetzten Französisch-Indochina zu attackieren. Die wichtigsten Ziele befanden sich hierbei in Saigon, Cam Ranh Bay, Quy Nhơn und Tourane. Zwischen dem 15. und 16. Januar folgten Angriffe auf japanische Bastionen in Hongkong, Hainan und Canton und fünf Tage später auf den Pescadoren- und Sakishima-Inseln sowie erneut auf Luzon und Formosa. Nach Fotoaufklärungsflügen unter anderem über Okinawa kehrte die Langley mit dem Flottenverband Ende Januar nach Ulithi zurück.
Am 10. Februar verließ die Langley in Rear Admiral Arthur W. Radfords TG 58.4 (Yorktown (CV-10), Randolph (CV-15) und Cabot (CVL-28)) Ulithi und begann eine Woche später mit Luftangriffen auf den Großraum Tokio. Weiterhin unterstützte der Träger die wenige Tage später beginnende Invasion von Iwojima. Am 21. Februar wurde der Flugzeugträger bei einem japanischen Gegenangriff von einer Flugbombe getroffen, die geringfügige Brände verursachte. Obwohl der Flugbetrieb nach ca. 2½ Stunden wieder aufgenommen werden konnte, waren die strukturellen Schäden größer als gedacht, so dass die Langley die Flotte verlassen musste.

### Okinawa und japanische Hauptinseln

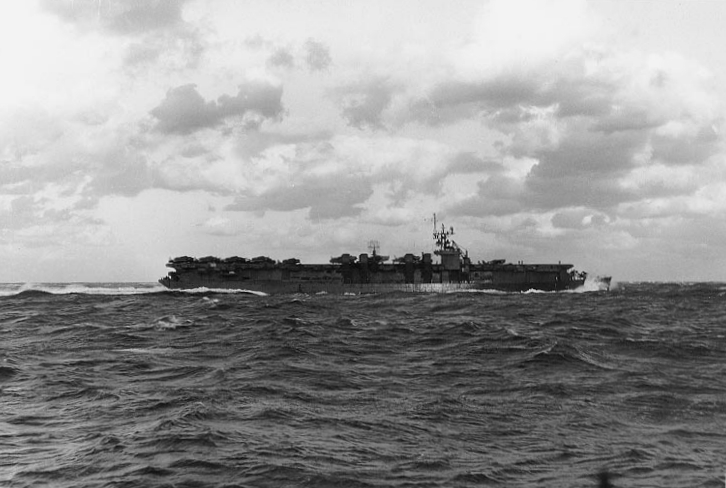
Langley unterwegs im Pazifik, 27. März 1945. Das Bild wurde vom Zerstörer USS McCord (DD-534) aus aufgenommen.

Da kein Werftaufenthalt notwendig war, konnte die Langley in Ulithi repariert werden und so Anfang März wieder zu Radfords TG 58.4 stoßen. In neuer Zusammensetzung, mit den Flugzeugträgern Enterprise (CV-6), Intrepid (CV-11), Yorktown (CV-10) und dem Schwesterschiff Independence (CVL-22), den Schlachtschiffen Missouri (BB-63), New Jersey (BB-62) und Wisconsin (BB-64), den neueren Schweren Kreuzern Alaska (CB-1) und Guam (CB-2), den Leichten Kreuzern Flint (CL-97) und San Diego (CL-53) sowie einem guten Dutzend Zerstörer, verließ der Flottenverband am 14. März die Karolinen mit Kurs auf die japanischen Hauptinseln. Vier Tage später starteten die ersten Luftangriffe auf die Inseln Kyūshū, Honshū und Shikoku, auf denen hauptsächlich Marine-, Luftwaffenstützpunkte und Industrieanlagen in Zentren wie Kure, Nagoya und Osaka attackiert wurden. Später im Monat wurde das Hauptaugenmerk auf Kyūshū und die Ryūkyū-Inseln gelegt, um die Ende März beginnende Invasion von Okinawa vorzubereiten und zu unterstützen. Ab April wurde Radfords Task Group mit den Flugzeugträgern Ticonderoga (CV-14) und Shangri-La (CV-38) ergänzt, was in den nächsten Wochen sehr wertvoll sein sollte. Um die auf Okinawa tobenden schweren Kämpfe zu unterstützen, kreuzte Vice Admiral Marc Mitschers TF 58 ständig um die Insel und sah sich dabei teils heftigen japanischen Luftangriffen ausgesetzt, bei denen nun überwiegend Kamikaze-Flugzeuge zum Einsatz kamen. Am 12. Mai wurde TG 58.4 nach Ulithi beordert, um dort Proviant, Munition und Treibstoff aufzunehmen. Dabei wurde die Langley via Pearl Harbor zurück in die Vereinigten Staaten beordert, wo sie am 3. Juni in San Francisco eintraf.
Die nächsten beiden Monate über wurde die Langley am Mare Island Naval Shipyard einer dringend notwendigen Überholung unterzogen. Am 1. August konnte das Schiff die Westküste wieder verlassen und traf eine Woche später wieder in Pearl Harbor ein. Dort bereiteten sich das Schiff und die Trägerkampfgruppe auf ihren bevorstehenden Einsatz vor, der jedoch nicht mehr zustande kommen sollte, da das japanische Kaiserreich am 15. August 1945 kapitulierte.

### OperationMagic Carpetund Außerdienststellung
Die Langley verließ dennoch Hawaii mit Kurs West und transportierte im Rahmen der Operation Magic Carpet auf zwei Transpazifikfahrten US-Soldaten zurück in die Vereinigten Staaten. Danach verlegte sie über den Panamakanal zurück in den Atlantischen Ozean, wo sie am 1. Oktober 1945 in Philadelphia eintraf. Dort wurde sie entsprechend umgebaut und verließ Mitte November die Ostküste, um bis Anfang Januar 1946 auf zwei Fahrten Truppen der US Army vom europäischen Kriegsschauplatz nach Hause zu bringen. Am 31. Mai wurde die Langley am Philadelphia Naval Shipyard der Reserveflotte zugeteilt und schließlich am 11. Februar 1947 offiziell aus dem Dienst gestellt. Für ihren Einsatz im Zweiten Weltkrieg wurde der Flugzeugträger mit neun Battle Stars ausgezeichnet.

## Dienstzeit in der Französischen Marine

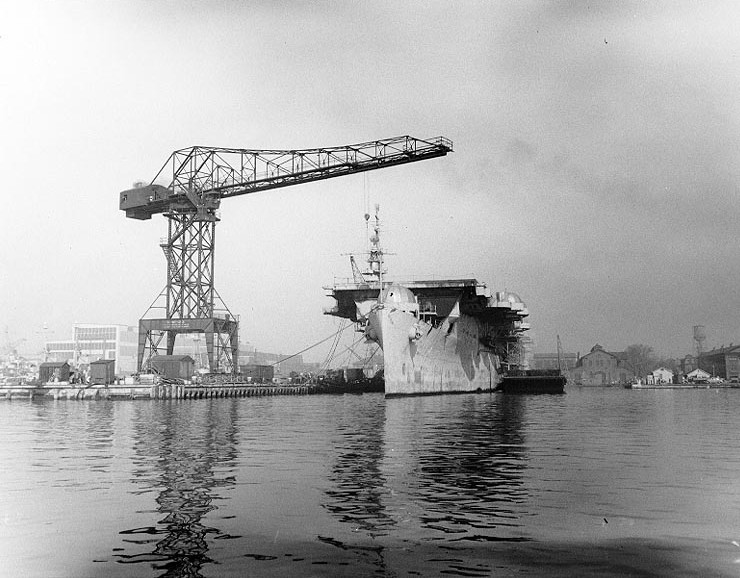
Langley wird am Philadelphia Naval Shipyard instand gesetzt, Januar 1951.

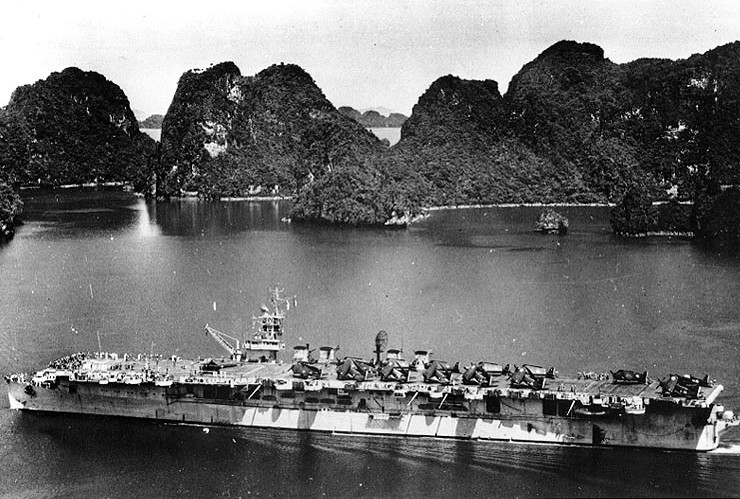
La Fayette in Indochina, 1953.

Die Langley blieb die nächsten Jahre in Philadelphia, bis sie am 8. Januar 1951 im Rahmen des Mutual Defense Assistance Act an Frankreich übergeben wurde. Nach Instandsetzungs- und Modernisierungsarbeiten am Philadelphia Naval Shipyard wurde das Schiff am 2. Juni als La Fayette (R96) in den aktiven Dienst der französischen Marine gestellt. Ihr Name erinnerte an den Marquis de La Fayette (1757–1834), der während des Amerikanischen Unabhängigkeitskrieges auf Seite der Kolonisten gegen die Briten kämpfte. Die La Fayette blieb während der Sommermonate in US-amerikanischen Gewässern, wo die französische Besatzung mit dem Schiff vertraut gemacht wurde. Die Luftgruppe, bestehend aus F6F Hellcat-Jagdflugzeugen (inklusive nachtflugtaugliche Versionen) und TBM Avenger-Torpedobombern, absolvierte dabei insgesamt 2040 Flugstunden sowie 1160 Landungen (davon 32 bei Nacht) und 139 Katapultstarts.
Danach lief der Flugzeugträger nach Europa, wo er am 11. September im Marinestützpunkt Toulon in einer feierlichen Zeremonie empfangen wurde. Später wurde die La Fayette nach Französisch-Indochina beordert, um in die dort neu entfachten Kämpfe gegen den Việt Minh einzugreifen. Bis Juni 1953 verblieb der Flugzeugträger in der Krisenregion und kämpfte mit seinen Hellcats und Helldiver im Indochinakrieg (die Luftgruppe wurde mit dem Croix de guerre ausgezeichnet).
Nach einer Modernisierung in Frankreich, bei der sie mit Corsair-Jagdbombern ausgerüstet wurde, verblieb die La Fayette überwiegend im Mittelmeer, wo sie an zahlreichen Manövern der NATO teilnahm und in den 1954 begonnenen Algerienkrieg eingriff. Im Oktober 1956 stellte sie neben dem Flugzeugträger Arromanches (R95) und anderen Schiffen die französisch-britische Flotte in der Sueskrise. Nach dem verheerenden Erdbeben in der marokkanischen Hafenstadt Agadir, das am Abend des 29. Februar 1960 zwischen 10.000 und 15.000 Menschenleben forderte, beteiligte sich die Besatzung der La Fayette an der internationalen Rettungs- und Wiederaufbauaktion. Nach dem Ende der Algerienkrise beteiligte sich der Flugzeugträger an der Evakuierung französischer Staatsbürger.
Am 20. März 1963 wurde die La Fayette in Philadelphia aus dem aktiven Dienst der französischen Marine gestellt und am selben Tag aus dem Naval Vessel Register der US Navy gestrichen. Wenige Monate später wurde das Schiff an die Boston Metals Company verkauft und verschrottet. In den fast zwölf Jahren im Dienste der Marine nationale française legte die La Fayette eine Strecke von insgesamt 350.000 sm (~ 648.200 km) zurück. Dabei wurden 19.805 Flugzeuglandungen durchgeführt.

## Kommandierende Offiziere
| Dienstgrad      | Name                            | Beginn der Berufung | Ende der Berufung |
| --------------- | ------------------------------- | ------------------- | ----------------- |
| Kapitän zur See | Henri Ruyssen                   | 2. Juni 1951        | 7. Januar 1952    |
| Kapitän zur See | Robert Barthélémy               | 7. Januar 1952      | 17. November 1952 |
| Kapitän zur See | Léon Allain                     | 17. November 1952   | 16. März 1954     |
| Kapitän zur See | Pierre Ponchardier              | 16. März 1954       | 25. November 1955 |
| Kapitän zur See | Francis Lainé                   | 25. November 1955   | 7. Juni 1957      |
| Kapitän zur See | Charles Vedel                   | 7. Juni 1957        | 31. Juli 1959     |
| Kapitän zur See | Etienne d’Arbois de Jubainville | 31. Juli 1959       | 13. Juli 1960     |
| Kapitän zur See | Gérald Mesny                    | 13. Juli 1960       | 7. Oktober 1961   |
| Kapitän zur See | Marcel Duval                    | 7. Oktober 1961     | 20. März 1963     |